# Плод (анатомия)
Плод (лат. fetus) — развивающийся в материнской утробе организм человека и других живородящих млекопитающих. В этот период у организма происходит рост, увеличение размеров органов, специализация функций и дифференцировка тканей, а также утрата некоторых структур, например, желточного мешка, мезонефроса и аллантоиса.
Обычно выделяют три периода внутриутробного развития организма: зародышевый, предплодный и плодный, их продолжительность у разных видов различна. У сумчатых млекопитающих рождение приходится на предплодный период, а плодный период проходит в сумке матери. У мелких млекопитающих с коротким периодом беременности плодный период занимает несколько дней. У человека плодный период продолжается с 9-й недели внутриутробного развития до момента рождения.